# Gabajeva Greda (jezera)
Jezera Gabajeva Greda (točnije skup jezera i bara: Prosenica najveće jezero oko 34 ha, Veliko jezero 6,3 ha i Malo jezero 4,5 ha) površine ukupno oko 50 hektara, nalazi se u Koprivničko-križevačkoj županiji pokraj naselja Gabajeva Greda. Površina ovisi o vodostaju rijeke Drave. Prosenica, uz jezero u Rasinji, dijeli treće mjesto po površini u županiji.

## Opis
To su umjetna jezera nastala iskapanjem šljunka i pijeska. Na najvećem iskapanje u dubinu više od dvadeset metara traje i danas. Velikim Jezerom gospodari ŠRK "Drava" Hlebine i ovdje imaju svoj ribički dom. Kao i ostala jezera, udaljeno je oko 500 m od rijeke Drave iz koje se opskrbljuje vodom.
Obala jezera (osim Malog jezera) je relativno pristupačna i uređena, na Prosenici i s prilagođenim plažama, prohodna, obrasla niskim raslinjem, visokim raslinjem i djelomično šikarom. Pristup bistroj vodi je moguć na velikom broju ribičkih mjesta. Oko jezera, posebno oko jezera Prosenica, su razne ribičke kućice, kamp kućice i bajte pokraj šumaraka a iza njih ima i nešto poljoprivrednih površina. Dno Velikog jezera je šljunkovito, mjestimično muljevito i mjestimično obraslo vodenom travom (krocanj), a uz obalu je trska, rogoz, šaš, ježinac, bijeli lopoč, žuti lokvanj i druge vegetacije. Malo jezero je prilično neprohodno. Njegova obala je obrasla visokim raslinjem i šikarom a dno zatravljeno i prilično muljevito.

#### Ribolov
Jezera se redovito poribljavaju i bogata su skoro svim ribljim vrstama ovog područja: posebno šaran (divlji/vretenasti i ribnjački/bezljuskaš), amur, obični grgeč i pastrvski grgeč bass, tolstolobik (bijeli/sivi glavaš), smuđ, som, štuka, linjak i ostala sitnija riba (unesene-alohtone invazivne vrste patuljasti som-američki som i sunčanica i koje obitavaju u ovom području -autohtone vrste klen, deverika,crvenperka, klenić, žutooka-bodorka, bjelka-uklija i dr.).
Na Velikom jezeru vrijedi sistem “Ulovi i pusti“ za šarana težine veće od 5 kg. Sistem ne vrijedi za invazivne alohtone vrste? Ribolov grabežljivaca dozvoljen je samo umjetnim mamcima (varalicom). Dozvoljena je uporaba čamaca, osim na sjevernom Velikom jezeru pokraj ribičkog doma.

## Galerija
- Gabajeva Greda Veliko jezero
- Gabajeva Greda Malo jezero